# Еквадорське цивільне космічне агентство
Еквадорське цивільне космічне агентство (ісп. Agencia Espacial Civil Ecuatoriana, скорочено EXA, за вимовою абревіатури від англ. Ecuadorian Civil Space Agency) – приватна еквадорська організація, заснована в 2007 році, яка проводить дослідження космосу та планетарних наук. Це некомерційна неурядова організація з цивільним наглядом.
EXA випробувала мікрогравітацію за допомогою параболічного польоту за допомогою ВПС Еквадору. EXA запустила перший еквадорський супутник NEE-01 Pegaso типу CubeSat у квітні 2013 року на борту китайського Long March 2D. Другий супутник EXA, CubeSat NEE-02 Krysaor, був запущений з Росії ракетою Дніпро в листопаді 2013 року.